# Georgiana Sesay
Georgiana Sesay (30 maggio 2004) è una velocista sierraleonese.

## Biografia
Nel 2023 rappresenta la Sierra Leone ai campionati africani under 20 di Ndola, conquistando la medaglia d'argento nei 200 metri piani e il quarto posto in classifica nei 400 metri piani. L'anno successivo veste per la prima volta la maglia della nazionale assoluta ai Giochi panafricani di Accra, dove si classifica sesta nei 400 metri piani e nella staffetta 4×400 metri mista, ma non riesce a superare le batterie di qualificazione nei 200 metri piani.
Ai campionati africani di atletica leggera di Douala 2024 partecipa alla gara dei 100 metri piani, non riuscendo però ad approdare in semifinale.

## Progressione

### 100 metri piani
| Stagione | Tempo | Luogo | Data     | Rank. Mond. |
| -------- | ----- | ----- | -------- | ----------- |
| 2024     | 11"88 | Accra | 4-6-2024 |             |

### 200 metri piani
| Stagione | Tempo | Luogo | Data      | Rank. Mond. |
| -------- | ----- | ----- | --------- | ----------- |
| 2024     | 24"33 | Accra | 21-3-2024 |             |
| 2023     | 24"30 | Ndola | 2-5-2023  | 1444ª       |

### 400 metri piani
| Stagione | Tempo | Luogo | Data      | Rank. Mond. |
| -------- | ----- | ----- | --------- | ----------- |
| 2024     | 52"49 | Accra | 20-3-2024 |             |
| 2023     | 54"11 | Ndola | 30-4-2023 | 660ª        |

## Palmarès
| Anno | Manifestazione          | Sede   | Evento        | Risultato  | Prestazione | Note                          |
| ---- | ----------------------- | ------ | ------------- | ---------- | ----------- | ----------------------------- |
| 2023 | Campionati africani U20 | Ndola  | 200 m piani   | Argento    | 24"30       | Miglior prestazione personale |
| 2023 | Campionati africani U20 | Ndola  | 400 m piani   | 4ª         | 54"11       | Miglior prestazione personale |
| 2024 | Giochi panafricani      | Accra  | 200 m piani   | Semifinale | 24"39       |                               |
| 2024 | Giochi panafricani      | Accra  | 400 m piani   | 6ª         | 52"49       | Miglior prestazione personale |
| 2024 | Giochi panafricani      | Accra  | 4×400 m mista | 6ª         | 3'24"79     | Miglior prestazione personale |
| 2024 | Campionati africani     | Douala | 100 m piani   | Batteria   | 12"43       |                               |
| 2024 | Giochi olimpici         | Parigi | 100 m piani   | Batteria   | 12"15       |                               |